# Men Behind the Sun 2: Laboratory of the Devil
Men Behind the Sun 2: Laboratory of the Devil (黑太陽731續集之殺人工廠) è un film del 1992 diretto da Godfrey Ho.
È il sequel del film Hei tai yang 731 del 1988 e racconta gli esperimenti compiuti dall'esercito Giapponese su alcune cavie cinesi durante la seconda guerra mondiale all'interno dell'Unità 731.

## Trama
Nella primavera del 1935, il Giappone stabilì una base segreta, l'Unità 731 in Manciuria, dove molti cinesi, coreani e mongoli innocenti furono uccisi in grotteschi esperimenti. Un giovane medico idealista, Morishima, è inorridito dagli esperimenti in corso nel campo e quando la sua fidanzata arriva travestita da prigioniero cinese, si propone di liberare il campo.